# Saint-Jean-le-Vieux (Pirenéus Atlânticos)
Saint-Jean-le-Vieux é uma comuna francesa na região administrativa da Nova Aquitânia, no departamento dos Pirenéus Atlânticos. Estende-se por uma área de 11,67 km². Em 2010 a comuna tinha 864 habitantes (densidade: 74 hab./km²).